# Милоградовка (Омская область)
Милоградовка — село в Павлоградском районе Омской области. Ранее называлось Кохановское и Аманжан. Административный центр Милоградовского сельского поселения.

## История
Основано в 1911 году. В 1928 году поселок Милоградовка состоял из 80 хозяйств, основное население — украинцы. В составе Мечетовского сельсовета Павлоградского района Омского округа Сибирского края.

## География
Абсолютная высота — 122 метра над уровнем моря.

## Население
| 1926 | 2010 |
| ---- | ---- |
| 446  | ↗623 |

Гендерный состав
По данным Всероссийской переписи населения 2010 года в гендерной структуре населения из 623 человек мужчин — 300, женщин — 323 (48,2 и	51,8 % соответственно).
Национальный состав
Согласно результатам переписи 2002 года, в национальной структуре населения русские составляли 38 % из общей численности населения в 655 чел.

## Инфраструктура
Администрация Милоградовского сельского поселения

## Транспорт
Стоит на федеральной трассе Р-390 Русско-Полянский тракт